# Râul Glavița
Râul Glavița este un afluent al Canalului Coșteiu - Chizătău. 